# Reserpina
La reserpina és un alcaloide dins la família de l'indole, que es fa servir en farmacologia com antipsicòtic i antihipertensiu, ja sia per al control de la pressió arterial o per al control de comportamentss psicòrics. S'obté de la purificació de l'arrel de la planta Rauwolfia serpentina (serpentària), o per síntesi química en laboratoris. En l'actualitat rarament es fa servir com a fàrmac, a causa dels seus nombrosos efectes secundaris i perquè s'han desenvolupat drogues més adequades.
L'acció antihipertensiva de la reserpina és resultat de la seva capacitat per reduir la catecolamina de les terminacions nervioses perifèriques simpàtiques.

## Història
La reserpina va ser aïllada l'any 1952 de la rel assecada de Rauwolfia serpentina, una plata enfiladissa de l'Índia que s'havia usat allà des de temps molt antics per al tractament de la “bogeria” i contra la febre i la mossegada de les serps.: Fins i tot Mahatma Gandhi la va fer servir com tranquil·litzant. Va ser presentada 2 anys després de la Clorpromazina.

## Mecanisme d'acció
La reserpina actua sobre el transport de la monoamina vesicular, que normalment transporta norepinefrina, serotonina, i dopamina del citoplasma del nervi presinàptic a les vesícules per alliberar-la després en la sinapsi. Els neurotransmissors desprotegits es metabolitzen per acció de la monoamino oxidasa per la qual cosa mai arriben a la sinapsi.

## Usos actuals
La reserpina és un dels pocs medicaments antihipertensiuss que han mostrat reducció de la mortalitat en proves controlades aleatòries de la hipertensió del «Veterans Administration Cooperative Study Group in Anti-hypertensive Agents» i el programa «Systolic Hypertension in the Elderly».
Tanmateix, la reserpina rarament és usada en l'actualitat en eltractament de la hipertensió.
Es fa servir de vegades en el tractament dels símptomes de discinèsia en pacient amb la 
malaltia de Huntington.

## Efectes secundaris
En dosis menors a 0,2 mg diaris, la reserpina té pocs efectes secundaris, el més comú es limita a la congestió nasal. La reserpina també pot causar nàusees, vòmits, guany de pes, intolerància gàstrica, úlcera gàstrica, dolor estomacal i diarrea. La droga produeix hipotensió arterial i bradicàrdia i pot generar asma.